# Antonio de Cabezón
Antonio de Cabezón (Castrillo Mota de Judíos, 30 marzo 1510 – Madrid, 26 marzo 1566) è stato un compositore spagnolo del Rinascimento.

## Biografia
Rimase cieco da piccolo probabilmente all'età di otto anni. Ebbe presto la vocazione per la musica e per questo motivo si trasferì a Palencia dove incontrò Garcia de Baeza, organista della cattedrale, con il quale proseguì i suoi studi. Arrivò quindi ad essere musico di corte di Carlo V e l'anno successivo, alla sua morte, lo divenne del figlio Filippo II di Spagna. Fece diversi viaggi in Italia, sempre al seguito della corte spagnola, ed ebbe così modo di conoscere i più grandi musicisti dell'epoca. Il compositore francese Josquin Des Prez influenzò molto lo stile polifonico di Cabezon e questo influì sulla composizione delle sue variazioni.
Si dedicò soprattutto alla musica per tastiera. Lavorò e sviluppò nuove forme come quelle derivate dai romanzi cavallereschi (adattamenti per tastiera di opere polifoniche di altri compositori), le variazioni su canzoni e danze francesi e spagnole, ed i mottetti strumentali basati sull'imitazione. Compose anche alcuni pezzi di musica sacra.
Dodici anni dopo la sua morte, suo figlio Hernando de Cabezon pubblicò la sua opera con il titolo di Opere di musica per tastiera, arpa e vihuela di 'Antonio de Cabezon' 1578. In precedenza, Luis Venegas di Henestrosa aveva pubblicato a Madrid il Libro di cifra nuova per tastiera, arpa e vihuela (1557) che includeva 40 pezzi di Cabezon. Nel 1966 venne pubblicata a Barcellona una nuova edizione, non completa, curata da Higini Anglés. Successivamente la musicologa María Asunción Ester Salas pubblicò un'altra edizione con le opere mancanti.
Nella piazza principale del paese natale vi è una targa dedicata a Cabezon. La sua casa natale esiste ancora e può essere visitata.